# Carl Thompson (lutier)
Carl Thompson (Pitcairn, Pensilvania, 1939) es un lutier especializado en la construcción de bajos eléctricos personalizados de alta calidad. Su fábrica se encuentra en Brooklyn, Nueva York.

## Biografía
Nació en Pitcairn, Pensilvania, de una familia con larga trayectoria musical. Se mudó a la ciudad de Nueva York en 1967, con el fin de seguir una carrera como guitarrista de jazz. Después de trabajar en una tienda de guitarras para suplementar sus ingresos, empezó su propio negocio de reparación de guitarras. Hizo su primer instrumento en 1974 y rápidamente obtuvo renombre en el arte de la construcción de instrumentos musicales. 
Algunos trabajos excepcionales hechos por Carl Thompson son el bajo piccolo, que es un bajo eléctrico de las mismas dimensiones que un bajo normal pero afinado una octava más alta, y cinco "guitarras contrabajo" (bajos de seis cuerdas). El primer piccolo le fue encargado por Stanley Clarke, y el primer bajo eléctrico de seis cuerdas, por Anthony Jackson.
Thompson también construyó el primer bajo fretless de seis cuerdas, a partir de un encargo de Les Claypool. Este bajo fue bautizado como el "Rainbow Bass" (Bajo Arcoíris), ya que está hecho de bandas de madera diferentes, y es una de sus marcas registradas. Además del "Rainbow Bass", Claypool posee otras seis creaciones de Carl Thompson.
Los bajos Carl Thompson son muy buscados y él mantiene una lista de espera de dos años, aunque algunos encargos pueden tardar hasta tres años en completarse. El precio para un bajo básico de cuatro cuerdas hecho por Thompson está acerca de los $4.000 dólares. Bajos como el "Rainbow Bass" pueden costar más de $10 000 dólares, aunque Carl no hace copias de sus trabajos anteriores para sus clientes.
En la actualidad continúa como músico activo, practicando varias horas al día y tocando una vez a la semana en un restaurante local de Brooklyn. Es un experto en el campo de la voz en el jazz, y es un entrenador vocal respetado de jóvenes cantantes, utilizando su impresionante colección de grabaciones viejas para ayudarles a madurar, visitando el pasado para que la maestría musical del siglo XX pueda ser pasada a generaciones futuras.